# اتحادیه کشورهای آمریکای جنوبی

پرچم اتحادیه کشورهای آمریکای جنوبی

اتحادیه کشورهای آمریکای جنوبی
کشورهای عضو
عضویت معلق
عضو در گذشته

اتحادیهٔ کشورهای آمریکای جنوبی (به انگلیسی: Union of South American Nations USAN) و (به اسپانیایی: Unión de Naciones Suramericanas, UNASUR) یک سازمان بین دولتی منطقه‌ای متشکل از ۱۲ کشور آمریکای جنوبیست.
پیمان تشکیل دهندهٔ (UNASUR) در ۲۳ مه ۲۰۰۸ در سومین اجلاس سران، که در برازیلیا در کشور برزیل برگزار شده‌بود امضا شد. با توجه به مفاد پیمان تشکیل دهنده، مقر این اتحادیه در شهر کیتو، در کشور اکوادور برگزیده شده‌است.
در ۱ دسامبر ۲۰۱۰، اروگوئه به عنوان نهمین کشور به این پیمان پیوست، در نتیجه این اتحادیه از نظر قانونی بودن تکامل یافت. با اجرایی شدن ساختار این پیمان در ۱۱ مارس ۲۰۱۱، در جلسهٔ وزیران خارجه در سیوداد دل موندو در اکوادور، جایی که آنها سنگ بنای ستاد دبیرخانهٔ اتحادیه را بنیاد نهاده بودند (UNASUR) به یک نهاد حقوقی تبدیل شد. پارلمان آمریکای جنوبی در شهر کوچابامبا در بولیوی واقع شده‌است، در حالی که مقر بانک آن اتحادیه؛ بانک جنوب، در کاراکاس، ونزوئلاست.
در ۴ مه سال ۲۰۱۰، در نشست سران این سازمان که در کامپانا، ۷۵ کیلومتر (۴۷ مایل) در شمال بوئنوس آیرس برگزار شد، رئیس جمهور سابق آرژانتین نستور کیرشنر به اتفاق آرا به عنوان اولین دبیر کل (UNASUR) برای مدت دو سال برگزیده شد.

## نگارخانه